# Palmanova
|  | Ikke at forveksle med den spanske by Palmanova (Mallorca). |
Palmanova er en by og kommune i det nordøstlige Italien, byen har 5.280(2023) indbyggere. Den hører under provinsen Udine i regionen Friuli-Venezia Giulia.
Byen er et klassisk eksempel for renæssancens fæstningsbyggeri, da den er bygget med et stjerneformet forsvarsværk, hvis gadenet udstråler fra en central plads. Den blev grundlagt af Republikken Venedig i 1593. Helt frem til 1. verdenskrig tjente den som et vigtigt forsvarsværk og blev i 1960 erklæret som nationalt mindesmærke.
Byen og fæstningen blev i 2017 optaget på UNESCOs liste over verdensarven, som en del af Venetianske forsvarsværker mellem det 16. og 17. århundrede: Stato da Terra – Vestlige Stato da Mar